# Paul Hickson
Paul Hickson  (* 1950) ist ein britisch-kanadischer Astronom.
Paul Hickson machte 1971 seinen Universitätsabschluss (Bachelor of Science) und erhielt 1976 seinen Doktorgrad (Ph.D.) am California Institute of Technology.
Er wurde 1980 Forschungsassistent (NSERC University Research Fellow), 1984 Assistenzprofessor, 1988 assoziierter Professor und ist seit 1996 Professor für Physik und Astronomie an der University of British Columbia in Vancouver (Kanada).
Hickson publizierte 1982 eine Liste von 100 kleinen und relativ isoliert liegenden Galaxiengruppen, die man heute Hickson Compact Groups nennt. Die Mitglieder dieser Liste werden mit HCG plus einer laufenden Nummer angegeben, zum Beispiel HCG 23.
Er  arbeitet in der extragalaktischen Astronomie und in der Entwicklung  astronomischer Instrumente.
Hickson ist seit 1998 Mitglied der Royal Astronomical Society.